# Nekrolog Dezember 2003
Nekrolog
◄◄
| ◄
| 1999
| 2000
| 2001
| 2002
| 2003 | 2004 | 2005 | 2006 | 2007 | ► | ►►
Januar |
Februar |
März |
April |
Mai |
Juni |
Juli |
August |
September |
Oktober |
November |
Dezember 2003
Weitere Ereignisse | Allgemeiner Nekrolog 2003
Die Beschreibung der verstorbenen Person sollte so kurz wie möglich gehalten sein und nur deren signifikante Tätigkeit(en) enthalten.
Neue Namen ggf. auch unter dem Geburts- und Sterbedatum, also etwa unter 1. Januar und im Geburts- und Sterbejahr (2024) eintragen (nur bei entsprechender großer Wichtigkeit). Für Beispiele siehe die schon vorhandenen Artikel.
Außerdem über die fünf zuletzt Verstorbenen, zu denen es einen ausreichend guten Artikel für eine Präsentation auf der Hauptseite gibt, nach der todesbedingten Überarbeitung der Artikel ggf. auch unter Wikipedia Diskussion:Hauptseite informieren und sie am besten auch in den anderen Wikipedia-Sprachversionen eintragen. Tipp: Regelmäßig bei news.google.de nach „ist tot“, „gestorben“ oder „verstorben“ suchen.
Wenn eine Person gestorben ist, gibt es viele Seiten zu dieser Person in der Wikipedia, die davon auch betroffen sind und entsprechend aktualisiert werden müssen. Beispiele: Namenübersichtsseite, Geburtsjahr, Geburtsort-Seiten und viele mehr.
Wie finde ich die betroffenen Seiten?
Im Suchfeld auf der linken Seite gibt man den Suchbegriff so ein: „Vorname Nachname“. Dann klickt man auf Volltext und alle Seiten mit entsprechendem Suchtext werden aufgerufen. Hier sieht man dann schnell, wo auch das Todesjahr Sinn macht oder sogar ein Teil des Artikels angepasst werden muss. Auch hilft das „Werkzeug“ auf der linken Seite sehr gut, um solche Seiten aufzufinden: „Links auf diese Seite“. Somit ist die Wikipedia wieder aktuell in allen Bereichen! Hinweis: bei Eintragung der Kategorie „Gestorben JAHR“ wird der Missbrauchsfilter 49 ausgelöst, was jedoch nicht schlimm ist. Siehe: Spezial:Missbrauchsfilter/49
Dies ist eine Liste von im Dezember 2003 verstorbenen bekannten Persönlichkeiten. Die Einträge erfolgen innerhalb der einzelnen Daten alphabetisch sortiert. Tiere sind im Nekrolog für Tiere zu finden.

## Dezember
| Tag          | Name                                     | Beruf, bekannt als                                                                                | Alter | Beleg |
| ------------ | ---------------------------------------- | ------------------------------------------------------------------------------------------------- | ----- | ----- |
| 1. Dezember  | Fernando Di Leo                          | italienischer Filmregisseur und Drehbuchautor                                                     | 71    |       |
| 1. Dezember  | Alphons Horten                           | deutscher Unternehmer und Politiker (CDU), MdB                                                    | 96    |       |
| 1. Dezember  | Lothar Kremershof                        | deutscher Eishockeyspieler und -trainer                                                           | 50    |       |
| 1. Dezember  | Werner Michael                           | deutscher Badmintonspieler                                                                        | 53    |       |
| 1. Dezember  | Eugenio Monti                            | italienischer Bobfahrer                                                                           | 75    |       |
| 1. Dezember  | Kin Platt                                | US-amerikanischer Schriftsteller                                                                  | 91    |       |
| 1. Dezember  | Carl Schenkel                            | Schweizer Filmregisseur und Drehbuchautor                                                         | 55    |       |
| 2. Dezember  | Suzanne Cloutier                         | kanadische Schauspielerin                                                                         | 76    |       |
| 2. Dezember  | Alan Eaton Davidson                      | britischer Diplomat und Kulturhistoriker                                                          | 79    |       |
| 2. Dezember  | Josef Hanauer                            | deutscher Priester und Publizist                                                                  | 90    |       |
| 2. Dezember  | Thomas Jefferson Hutchinson              | US-amerikanischer Ingenieur und Funker                                                            | 76    |       |
| 2. Dezember  | Ignaz Kiechle                            | deutscher Politiker (CSU), MdB                                                                    | 73    |       |
| 3. Dezember  | Gunnel Beckman                           | schwedische Jugendbuchautorin                                                                     | 93    |       |
| 3. Dezember  | Dulce Chacón                             | spanische Schriftstellerin                                                                        | 49    |       |
| 3. Dezember  | Ellen Drew                               | US-amerikanische Schauspielerin                                                                   | 88    |       |
| 3. Dezember  | Klaus Ebert                              | deutscher Maler                                                                                   | 54    |       |
| 3. Dezember  | Winfred Gaul                             | deutscher Maler                                                                                   | 75    |       |
| 3. Dezember  | Sita Ram Goel                            | indischer Autor und Verleger                                                                      | 82    |       |
| 3. Dezember  | Ciwa Griffiths                           | US-amerikanische Gehörlosenpädagogin                                                              | 92    |       |
| 3. Dezember  | David Hemmings                           | britischer Schauspieler und Regisseur                                                             | 62    |       |
| 3. Dezember  | Otto Schlecht                            | deutscher Staatssekretär                                                                          | 77    |       |
| 03. Dezember | Fritz Schneider                          | Schweizer Politiker aus dem Kanton Solothurn                                                      | 73    |       |
| 3. Dezember  | Wilhelm Schneider                        | deutscher Dermatologe                                                                             | 93    |       |
| 4. Dezember  | Ilona Buchsteiner                        | deutsche Historikerin und Buchautorin                                                             | 59    |       |
| 4. Dezember  | Ramón Climent                            | chilenischer Fußballspieler und -trainer                                                          | 74    |       |
| 4. Dezember  | Dezső Lemhényi                           | ungarischer Wasserballspieler                                                                     | 85    |       |
| 4. Dezember  | Georges Moreel                           | französischer Fußballspieler                                                                      | 79    |       |
| 5. Dezember  | Salvador Arenas                          | chilenischer Fußballspieler                                                                       | 72    |       |
| 5. Dezember  | Vasile Chitaru                           | rumänischer Fußballspieler                                                                        | 44    |       |
| 5. Dezember  | Ilse Collignon                           | deutsche Journalistin und Schriftstellerin                                                        | 90    |       |
| 5. Dezember  | Bob Gregory                              | US-amerikanischer Comicautor und -zeichner                                                        | 82    |       |
| 5. Dezember  | Felix Kaspar                             | österreichischer Eiskunstläufer                                                                   | 88    |       |
| 5. Dezember  | Jack Keller                              | US-amerikanischer Pokerspieler                                                                    | 60    |       |
| 5. Dezember  | Walter Kliemt                            | deutscher Politiker (SPD), MdL                                                                    | 83    |       |
| 5. Dezember  | Yehoshua Lakner                          | israelisch-schweizerischer Komponist                                                              | 79    |       |
| 5. Dezember  | Albrecht Mann                            | deutscher Universitätsprofessor für Baugeschichte                                                 | 78    |       |
| 5. Dezember  | José Manuel Pesudo                       | spanischer Fußballspieler                                                                         | 67    |       |
| 5. Dezember  | Hans Schlütter                           | deutscher Agrarwissenschaftler, Verwaltungsbeamter und Politiker                                  | 90    |       |
| 6. Dezember  | Haddis Alemayehu                         | äthiopischer Politiker und Autor                                                                  | 93    |       |
| 6. Dezember  | Carlos Arana Osorio                      | guatemaltekischer Politiker und General                                                           | 85    |       |
| 6. Dezember  | Luiz Roberto Gomes de Arruda             | brasilianischer Ordensgeistlicher, Prälat von Guajará-Mirim                                       | 89    |       |
| 6. Dezember  | Paul-Louis Halley                        | französischer Unternehmer                                                                         |       |       |
| 6. Dezember  | Hans Hotter                              | deutscher Opernsänger (Bassbariton)                                                               | 94    |       |
| 6. Dezember  | José María Jiménez                       | spanischer Radrennfahrer                                                                          | 32    |       |
| 6. Dezember  | Yasuo Kuwahara                           | japanischer Komponist und Mandolinist                                                             | 56    |       |
| 6. Dezember  | Barry Long                               | australischer spiritueller Lehrer und Autor                                                       | 77    |       |
| 6. Dezember  | Karl H. Peter                            | deutscher Marineoffizier                                                                          | 85    |       |
| 7. Dezember  | Barta Barri                              | ungarisch-spanischer Schauspieler                                                                 | 92    |       |
| 7. Dezember  | Robert R. Benton                         | US-amerikanischer Filmarchitekt und Ausstatter                                                    | 79    |       |
| 7. Dezember  | Gerhard Höpp                             | ostdeutscher Orientalist und Islamwissenschaftler                                                 | 61    |       |
| 7. Dezember  | Jean Karat                               | assyrischer Volkssänger und Künstler                                                              |       |       |
| 7. Dezember  | Karl Kühnle                              | deutscher Bischof                                                                                 | 80    |       |
| 7. Dezember  | Azie Taylor Morton                       | US-amerikanische Regierungsbeamtin                                                                | 67    |       |
| 7. Dezember  | Joe Skeen                                | US-amerikanischer Politiker                                                                       | 76    |       |
| 7. Dezember  | Raúl Vale                                | mexikanischer Sänger, Komponist und Schauspieler                                                  | 59    |       |
| 8. Dezember  | Lewis M. Allen                           | US-amerikanischer Film- und Theaterproduzent                                                      | 81    |       |
| 8. Dezember  | Robert Detweiler                         | US-amerikanischer Ruderer                                                                         | 73    |       |
| 8. Dezember  | Rubén González                           | kubanischer Pianist                                                                               | 84    |       |
| 8. Dezember  | Polig Monjarret                          | französischer Musiker, Musikforscher, Widerstandskämpfer und Aktivist                             | 83    |       |
| 8. Dezember  | Rudolf Schenkel                          | Schweizer Zoologe und Verhaltensforscher                                                          | 89    |       |
| 8. Dezember  | Fernando Vargas Ruiz de Somocurcio       | peruanischer Geistlicher, katholischer Bischof                                                    | 85    |       |
| 9. Dezember  | Alfons Kolling                           | deutscher Prähistoriker; Landeskonservator des Saarlandes                                         | 81    |       |
| 9. Dezember  | Gisela Konopka                           | deutsch-US-amerikanische Sozialarbeiterin und Professorin                                         | 93    |       |
| 9. Dezember  | Keith McCreary                           | kanadischer Eishockeyspieler                                                                      | 63    |       |
| 9. Dezember  | Thomas M. Rees                           | US-amerikanischer Politiker                                                                       | 78    |       |
| 9. Dezember  | Johann Schweinhammer                     | österreichischer Landwirt und Politiker (ÖVP), Landtagsabgeordneter, Abgeordneter zum Nationalrat | 99    |       |
| 9. Dezember  | Paul M. Simon                            | US-amerikanischer Politiker (Demokratische Partei)                                                | 75    |       |
| 9. Dezember  | Esmond E. Snell                          | US-amerikanischer Biochemiker                                                                     | 89    |       |
| 9. Dezember  | Hans Weber                               | deutscher Sozialdemokrat, Moorsoldat und Bürgermeister in Regensburg                              | 91    |       |
| 10. Dezember | Ron Aspery                               | britischer Fusionmusiker                                                                          | 60    |       |
| 10. Dezember | Otto Bardong                             | deutscher Historiker und Politiker (CDU), MdL, MdEP                                               | 68    |       |
| 10. Dezember | Siegfried Hedusch                        | deutscher Kunstpädagoge und volkskünstlerischer Maler                                             | 77    |       |
| 10. Dezember | Joachim Matzner                          | deutscher Musikwissenschaftler, Musikjournalist, Bayern 4 Klassik                                 | 72    |       |
| 10. Dezember | Sean McClory                             | irischer Schauspieler                                                                             | 79    |       |
| 10. Dezember | Bill Morey                               | US-amerikanischer Schauspieler                                                                    | 83    |       |
| 10. Dezember | Zygmunt Sadowski                         | polnischer Militär                                                                                | 57    |       |
| 10. Dezember | Günter Seuren                            | deutscher Schriftsteller                                                                          | 71    |       |
| 10. Dezember | James Tanui                              | kenianischer Langstreckenläufer                                                                   |       |       |
| 10. Dezember | William A. de Vigier                     | Schweizer Unternehmer                                                                             | 91    |       |
| 11. Dezember | Bernard Dorival                          | französischer Kunsthistoriker und Kunstkritiker                                                   | 89    |       |
| 11. Dezember | Ernst Günther Grimme                     | deutscher Kunsthistoriker, Museumsdirektor, Honorarprofessor                                      | 77    |       |
| 11. Dezember | Gisela Henning                           | deutsche Leichtathletin                                                                           | 67    |       |
| 11. Dezember | Ahmadou Kourouma                         | ivorischer Schriftsteller                                                                         | 76    |       |
| 11. Dezember | Ann Petersen                             | belgische Schauspielerin                                                                          | 76    |       |
| 11. Dezember | Ferdinand Tönne                          | westfälischer Heimatautor und -funktionär                                                         | 99    |       |
| 11. Dezember | Paul Tzadua                              | äthiopisch-katholischer Bischof und Kardinal                                                      | 82    |       |
| 12. Dezember | Éva Besnyő                               | ungarisch-niederländische Fotografin                                                              | 93    |       |
| 12. Dezember | Gino Corallo                             | italienischer Geistlicher, römisch-katholischer Theologe und italienischer Pädagoge               | 93    |       |
| 12. Dezember | Joseph Anthony Ferrario                  | US-amerikanischer Geistlicher, katholischer Bischof                                               | 77    |       |
| 12. Dezember | Gregorio García Segura                   | spanischer Filmkomponist                                                                          | 74    |       |
| 12. Dezember | Konrad Gehringer                         | deutscher Orgelbauer, Erfinder und Entwickler des SPELEONAUTS                                     | 64    |       |
| 12. Dezember | Marcello Giombini                        | italienischer Filmkomponist                                                                       | 75    |       |
| 12. Dezember | Carl Hierl                               | deutscher Geschäftsmann und Ehrenbürger der Gemeinde Taufkirchen                                  | 92    |       |
| 12. Dezember | Rudolf Krause                            | deutscher Fußballspieler                                                                          | 76    |       |
| 12. Dezember | Kurt Magnus                              | deutscher Ingenieur                                                                               | 91    |       |
| 12. Dezember | Geert Edgar Schlubach                    | deutscher Architekt, Bühnenbildner und Collagenkünstler                                           | 94    |       |
| 12. Dezember | Fadwa Touqan                             | palästinensische Dichterin                                                                        | 86    |       |
| 12. Dezember | Heydər Əliyev                            | aserbaidschanischer Politiker                                                                     | 80    |       |
| 13. Dezember | Léon Gauthier                            | christkatholischer Bischof der Schweiz (1972–1986)                                                | 91    |       |
| 13. Dezember | Eva Hessler                              | deutsche Religionspädagogin und Autorin                                                           | 89    |       |
| 13. Dezember | Alexis Kanner                            | britischer Schauspieler                                                                           | 61    |       |
| 13. Dezember | Jurij Kutenko                            | ukrainischer Zehnkämpfer                                                                          | 71    |       |
| 13. Dezember | David Perlov                             | brasilianisch-israelischer Dokumentarfilmer                                                       | 73    |       |
| 13. Dezember | William V. Roth                          | US-amerikanischer Politiker                                                                       | 82    |       |
| 13. Dezember | Oscar Schachter                          | US-amerikanischer Jurist                                                                          | 88    |       |
| 13. Dezember | Johannes Sudiarna Hadiwikarta            | indonesischer Priester, Bischof von Surabaya                                                      | 59    |       |
| 13. Dezember | Webster Young                            | US-amerikanischer Jazz-Trompeter und Kornettist                                                   | 71    |       |
| 14. Dezember | Daniel Arasse                            | französischer Kunsthistoriker                                                                     | 59    |       |
| 14. Dezember | Don Concannon                            | britischer Politiker (Labour Party)                                                               | 73    |       |
| 14. Dezember | Jeanne Crain                             | US-amerikanische Schauspielerin                                                                   | 78    |       |
| 14. Dezember | Rudolf Löytved-Hardegg                   | deutscher Offizier                                                                                | 98    |       |
| 14. Dezember | Klara Nowak                              | deutsche Krankenschwester und Aktivistin                                                          | 81    |       |
| 14. Dezember | Blas Ople                                | philippinischer Politiker                                                                         | 76    |       |
| 14. Dezember | François Rauber                          | französischer Pianist, Komponist, Arrangeur und Orchesterleiter                                   | 70    |       |
| 14. Dezember | Frank Sheeran                            | US-amerikanischer Mafiosi und Auftragsmörder der Cosa Nostra                                      | 83    |       |
| 15. Dezember | Reinhart Behr                            | deutscher Mathematiker, Physiker und Politiker (AL, Bündnis 90/Die Grünen), MdA                   | 75    |       |
| 15. Dezember | John Gregory                             | britisch-englischer Sprinter und Rugby-Rechter-Außendreiviertel                                   | 80    |       |
| 15. Dezember | Cyril A. Grob                            | Schweizer Chemiker und Hochschullehrer                                                            | 86    |       |
| 15. Dezember | Christoph Grundmann                      | deutscher Chemiker                                                                                | 94    |       |
| 15. Dezember | Herbert Hagn                             | deutscher Paläontologe und Geologe                                                                | 76    |       |
| 15. Dezember | Göthe Hedlund                            | schwedischer Eisschnellläufer                                                                     | 85    |       |
| 15. Dezember | René Keller                              | Schweizer Jurist und Oberauditor der Militärjustiz                                                | 103   |       |
| 15. Dezember | Samuel R. Külling                        | Schweizer evangelisch-reformierter Theologe, Alttestamentler und Rektor der FETA/STH              | 79    |       |
| 15. Dezember | Keith Magnuson                           | kanadischer Eishockeyspieler                                                                      | 56    |       |
| 15. Dezember | Nikolai Pogodin                          | sowjetischer bzw. russischer Schauspieler                                                         | 73    |       |
| 15. Dezember | Léon Schirmann                           | französischer Physiklehrer, Résistancekämpfer und Historiker                                      |       |       |
| 16. Dezember | Gerda Gühlk                              | deutsche Politikerin (SPD), MdHB                                                                  | 83    |       |
| 16. Dezember | Peter Hardy, Baron Hardy of Wath         | britischer Life Peer und Politiker (Labour Party)                                                 | 72    |       |
| 16. Dezember | Siegfried Hold                           | deutscher Kameramann                                                                              | 72    |       |
| 16. Dezember | Judd Marmor                              | US-amerikanischer Psychiater                                                                      | 93    |       |
| 16. Dezember | Madlyn Rhue                              | US-amerikanische Schauspielerin                                                                   | 68    |       |
| 16. Dezember | Aglaja Schmid                            | österreichische Schauspielerin                                                                    | 77    |       |
| 16. Dezember | Robert Stanfield                         | kanadischer Politiker                                                                             | 89    |       |
| 16. Dezember | Hans-Josef Steinberg                     | deutscher Historiker der Arbeiterbewegung                                                         | 68    |       |
| 16. Dezember | Gary Stewart                             | US-amerikanischer Countrymusiker und Liedtexter                                                   | 59    |       |
| 17. Dezember | Larry Bright                             | US-amerikanischer Rock-’n’-Roll-Musiker                                                           | 69    |       |
| 17. Dezember | Sibylle Dotti                            | deutsche Kunstpädagogin, Malerin und Grafikerin                                                   |       |       |
| 17. Dezember | Basilio Franchina                        | italienischer Filmschaffender                                                                     | 89    |       |
| 17. Dezember | Otto Graham                              | US-amerikanischer American-Football-Spieler und -Trainer, Basketballspieler                       | 82    |       |
| 17. Dezember | Mary Ann Jackson                         | US-amerikanische Kinderdarstellerin, unter anderem bei den Kleinen Strolchen                      | 80    |       |
| 17. Dezember | Franz Offenberger                        | österreichischer Eisschnellläufer                                                                 | 72    |       |
| 17. Dezember | Walter Spiel                             | österreichischer Kinderpsychiater und Neurologe                                                   | 82    |       |
| 17. Dezember | Adnan Waly                               | ägyptischer Nuklearforscher                                                                       | 93    |       |
| 18. Dezember | Charles Berlitz                          | US-amerikanischer Schriftsteller                                                                  | 89    |       |
| 18. Dezember | Glenn Clarence Cunningham                | US-amerikanischer Politiker                                                                       | 91    |       |
| 18. Dezember | Pierre Daignault                         | kanadischer Schauspieler, Folksänger und Schriftsteller                                           | 78    |       |
| 18. Dezember | John Dormand, Baron Dormand of Easington | britischer Pädagoge und Politiker (Labour Party)                                                  | 84    |       |
| 18. Dezember | Ernst van Dorp                           | deutscher Architekt                                                                               | 83    |       |
| 18. Dezember | Manfred Grund                            | deutscher LDPD-Funktionär, MdV                                                                    | 67    |       |
| 18. Dezember | Arthur Hill, 8. Marquess of Downshire    | britischer Peer und Politiker                                                                     | 74    |       |
| 18. Dezember | Branko Horvat                            | jugoslawischer bzw. kroatischer Ökonom und Politiker                                              | 75    |       |
| 18. Dezember | Lena Hutter                              | deutsche Schauspielerin und Theaterleiterin                                                       |       |       |
| 18. Dezember | Michael C. D. McDaniel                   | US-amerikanischer Bischof                                                                         | 74    |       |
| 18. Dezember | Susan Travers                            | erste und einzige Frau, die in der Fremdenlegion diente                                           | 94    |       |
| 19. Dezember | Roger Conant                             | US-amerikanischer Zoologe                                                                         | 94    |       |
| 19. Dezember | Roy Hughes, Baron Islwyn                 | britischer Life Peer und Politiker (Labour Party)                                                 | 78    |       |
| 19. Dezember | Hope Lange                               | US-amerikanische Schauspielerin                                                                   | 72    |       |
| 19. Dezember | Friedrich Müller                         | deutscher Gesteinskundler und Lehrer                                                              | 80    |       |
| 19. Dezember | Maynie Sirén                             | finnische Sängerin                                                                                | 79    |       |
| 19. Dezember | Julia Tavalaro                           | US-amerikanische Schriftstellerin                                                                 | 68    |       |
| 19. Dezember | Les Tremayne                             | britischer Film- und Fernsehschauspieler                                                          | 90    |       |
| 20. Dezember | Ursula Binder-Hagelstange                | deutsche Kunsthistorikerin und Journalistin                                                       | 92    |       |
| 20. Dezember | Karlheinz Deller                         | deutscher Assyriologe                                                                             | 76    |       |
| 20. Dezember | Rudy Houtsch                             | luxemburgischer Radrennfahrer                                                                     | 87    |       |
| 20. Dezember | Coy Koopal                               | niederländischer Fußballspieler                                                                   | 71    |       |
| 20. Dezember | Alan Eugene Magee                        | US-amerikanischer Soldat                                                                          | 84    |       |
| 20. Dezember | Gil Reece                                | walisischer Fußballspieler                                                                        | 61    |       |
| 20. Dezember | Carl Gottfried Schmidt                   | deutscher Hämatologe und Onkologe                                                                 | 80    |       |
| 21. Dezember | Bernardo Calderón Cabrera                | mexikanischer Architekt                                                                           | 81    |       |
| 21. Dezember | Ron Frazier                              | US-amerikanischer Film- und Theaterschauspieler                                                   | 64    |       |
| 21. Dezember | Alfonso zu Hohenlohe-Langenburg          | spanisches Mitglied des internationalen Jet-Sets                                                  | 79    |       |
| 21. Dezember | Norman A. Lebel                          | US-amerikanischer Chemiker (Organische Chemie)                                                    | 72    |       |
| 21. Dezember | Andrea Scotti                            | italienischer Schauspieler                                                                        | 72    |       |
| 22. Dezember | Michail Borodulin                        | kasachischer Eishockeyspieler                                                                     | 36    |       |
| 22. Dezember | Dave Dudley                              | US-amerikanischer Country-Sänger                                                                  | 75    |       |
| 22. Dezember | Nico D’Alessandria                       | italienischer Filmregisseur und Drehbuchautor                                                     | 62    |       |
| 22. Dezember | Hans Koller                              | österreichischer Jazzmusiker und Maler                                                            | 82    |       |
| 22. Dezember | Willy Pfister                            | Schweizer Historiker                                                                              |       |       |
| 22. Dezember | Doris Shadbolt                           | kanadische Kuratorin und Schriftstellerin                                                         | 85    |       |
| 22. Dezember | Andreas Tietze                           | österreichischer Turkologe                                                                        | 89    |       |
| 23. Dezember | Lew Wladimirowitsch Altschuler           | russischer Physiker                                                                               | 90    |       |
| 23. Dezember | Jost Benedum                             | deutscher Medizinhistoriker                                                                       | 66    |       |
| 23. Dezember | Kriangsak Chomanan                       | thailändischer Politiker, Premierminister von Thailand (1977–1980)                                | 86    |       |
| 23. Dezember | Don Lamond                               | US-amerikanischer Jazzschlagzeuger                                                                | 83    |       |
| 23. Dezember | Curley Money                             | US-amerikanischer Country- und Rockabilly-Musiker                                                 | 78    |       |
| 23. Dezember | Mark Semjonowitsch Pinsker               | russischer Mathematiker                                                                           | 78    |       |
| 23. Dezember | Matthias Wittwer                         | deutscher Kommunalpolitiker                                                                       | 50    |       |
| 24. Dezember | Fritz Buchthal                           | deutsch-dänischer Wissenschaftler                                                                 | 96    |       |
| 24. Dezember | Manfred Ebert                            | deutscher Fußballspieler                                                                          | 68    |       |
| 24. Dezember | Johannes Fleckner                        | deutscher katholischer Theologe                                                                   | 92    |       |
| 24. Dezember | Herman Keiser                            | US-amerikanischer Golfspieler                                                                     | 89    |       |
| 24. Dezember | James Kitching                           | südafrikanischer Paläontologe                                                                     | 81    |       |
| 24. Dezember | Didier Rimaud                            | französischer Jesuit, Dichter und Komponist                                                       | 81    |       |
| 24. Dezember | Bodo Saggel                              | deutscher Linksautonomer                                                                          | 64    |       |
| 24. Dezember | Hans Schickelgruber                      | österreichischer Politiker (SPÖ), Mitglied des Bundesrates                                        | 81    |       |
| 24. Dezember | Martin Schwarzbach                       | deutscher Geowissenschaftler, Begründer der Paläoklimatologie                                     | 96    |       |
| 24. Dezember | Wolfgang Wilmanns                        | deutscher Mediziner und Hochschulprofessor                                                        | 74    |       |
| 24. Dezember | Peter Zumpf                              | österreichischer Schriftsteller                                                                   | 59    |       |
| 25. Dezember | Irina Chworowa                           | sowjetische bzw. russische Geologin und Paläontologin                                             | 90    |       |
| 25. Dezember | Erwin Engst                              | US-amerikanischer Agronom, Milchbauer und Berater der chinesischen Regierung                      | 85    |       |
| 25. Dezember | Nicholas Mavroules                       | US-amerikanischer Politiker                                                                       | 74    |       |
| 26. Dezember | Hans G. Conrad                           | Schweizer Fotograf und Gestalter                                                                  | 77    |       |
| 26. Dezember | Chauncy Harris                           | US-amerikanischer Geograph                                                                        | 89    |       |
| 26. Dezember | Ulf Isaksson                             | schwedischer Eishockeyspieler                                                                     | 49    |       |
| 26. Dezember | Burhan Karkutli                          | deutsch-arabischer Künstler                                                                       |       |       |
| 26. Dezember | Ernst-August Kranz                       | deutscher Politiker (SPD), MdL                                                                    | 84    |       |
| 26. Dezember | Lisa Lesco                               | deutsche Schauspielerin                                                                           | 88    |       |
| 26. Dezember | Iwan Iwanowitsch Petrow                  | russischer Opernsänger (Bass) deutscher Abstammung                                                | 83    |       |
| 26. Dezember | Shirai Yoshio                            | japanischer Boxer                                                                                 | 80    |       |
| 26. Dezember | Francis Thompson                         | US-amerikanischer Filmregisseur, Filmproduzent und Drehbuchautor                                  | 95    |       |
| 26. Dezember | Winfried Weinelt                         | deutscher Geologe                                                                                 | 81    |       |
| 26. Dezember | Cuno Winkler                             | deutscher Nuklearmediziner                                                                        | 84    |       |
| 27. Dezember | Alan Bates                               | britischer Schauspieler                                                                           | 69    |       |
| 27. Dezember | Enric Bernat                             | spanischer Unternehmer und Gründer der Chupa Chups Company                                        | 80    |       |
| 27. Dezember | Otto Bickel                              | deutscher Familien- und Heimatforscher                                                            | 90    |       |
| 27. Dezember | Gerhard Doerfer                          | deutscher Turkologe und Altaist, Professor an der Universität Göttingen                           | 83    |       |
| 27. Dezember | Michael Elizur                           | israelischer Diplomat                                                                             | 82    |       |
| 27. Dezember | Vestal Goodman                           | US-amerikanische Gospel-Sängerin                                                                  | 74    |       |
| 27. Dezember | Albert Hirsh                             | US-amerikanischer Pianist und Mjusikpädagoge                                                      | 88    |       |
| 27. Dezember | Heinz Kiessling                          | deutscher Musiker, Orchesterleiter, Komponist und Musikproduzent                                  | 77    |       |
| 27. Dezember | Rolf Landsberg                           | deutscher Chemiker                                                                                | 83    |       |
| 27. Dezember | Josef Lauritsch                          | österreichischer Politiker (VdU, FPÖ), Mitglied des Bundesrates                                   | 85    |       |
| 27. Dezember | Haroldo de Oliveira                      | brasilianischer Schauspieler                                                                      | 61    |       |
| 27. Dezember | Patrick J. Reynolds                      | irischer Politiker                                                                                | 83    |       |
| 27. Dezember | Ying Ruocheng                            | chinesischer Film- und Theaterschauspieler und Politiker                                          | 74    |       |
| 28. Dezember | Jossel Birstein                          | israelischer Schriftsteller polnischer Herkunft                                                   | 83    |       |
| 28. Dezember | Otto Breicha                             | österreichischer Kunsthistoriker, Publizist und Museumsdirektor                                   | 71    |       |
| 28. Dezember | Harald Feller                            | Schweizer Diplomat                                                                                | 90    |       |
| 28. Dezember | Henning Frederichs                       | deutscher Komponist, Dirigent und Musikpädagoge                                                   | 67    |       |
| 28. Dezember | Henrique Froehlich                       | brasilianischer Geistlicher, katholischer Bischof von Sinop                                       | 84    |       |
| 28. Dezember | Miguel Ángel García y Aráuz              | guatemaltekischer Geistlicher, katholischer Bischof                                               | 92    |       |
| 28. Dezember | Helen Kleeb                              | US-amerikanische Schauspielerin                                                                   | 96    |       |
| 28. Dezember | Frank Proschan                           | US-amerikanischer Mathematiker                                                                    | 82    |       |
| 28. Dezember | Johannes Schmitt                         | deutscher Leichtathlet und Olympiateilnehmer                                                      | 60    |       |
| 28. Dezember | Walther Wäldele                          | deutscher Politiker (SPD), Bürgermeister von Karlsruhe und MdL Baden-Württemberg                  | 82    |       |
| 29. Dezember | Karl-Franz Busch                         | deutscher Bauingenieur und Hochschullehrer                                                        | 86    |       |
| 29. Dezember | Michael Courtney                         | irischer Priester, Monsignore und Bischof                                                         | 58    |       |
| 29. Dezember | Wilfried Helling                         | deutscher Jurist                                                                                  | 76    |       |
| 29. Dezember | Earl Hindman                             | US-amerikanischer Schauspieler                                                                    | 61    |       |
| 29. Dezember | Friedrich Lang                           | deutscher Pilot und Ritterkreuzträger im Zweiten Weltkrieg                                        | 88    |       |
| 29. Dezember | Don Lawrence                             | britischer Comiczeichner                                                                          | 75    |       |
| 29. Dezember | Jaime de Piniés                          | spanischer Diplomat                                                                               | 86    |       |
| 29. Dezember | Veikko Räsänen                           | finnischer Skilangläufer                                                                          | 75    |       |
| 29. Dezember | Tino Schwierzina                         | deutscher Politiker (SPD), MdA                                                                    | 76    |       |
| 29. Dezember | Joseph Hubertus Soudant                  | niederländischer Ordensgeistlicher, Bischof von Palembang                                         | 81    |       |
| 29. Dezember | Wolfgang W. Wurster                      | deutscher Bauforscher und Archäologe                                                              | 66    |       |
| 29. Dezember | Michel Zanoli                            | niederländischer Radrennfahrer                                                                    | 35    |       |
| 30. Dezember | Ernst Ackermann                          | deutscher Geologe                                                                                 | 97    |       |
| 30. Dezember | Cyril Barrett                            | irischer Philosoph und Kunstkritiker                                                              | 78    |       |
| 30. Dezember | Fritz Benke                              | deutscher Widerstandskämpfer gegen den Nationalsozialismus und Lokalpolitiker (SPD)               | 90    |       |
| 30. Dezember | Wladimir Ossipowitsch Bogomolow          | sowjetischer Schriftsteller                                                                       | 77    |       |
| 30. Dezember | Birgit Dörschel                          | deutsche Physikerin                                                                               | 58    |       |
| 30. Dezember | John Gregory Dunne                       | US-amerikanischer Schriftsteller, Journalist und Drehbuchautor                                    | 71    |       |
| 30. Dezember | Reginald H. Jones                        | US-amerikanischer Manager                                                                         | 86    |       |
| 30. Dezember | Ibram Lassaw                             | US-amerikanischer Bildhauer und Maler                                                             | 90    |       |
| 30. Dezember | Anita Mui                                | chinesische Musikerin und Schauspielerin                                                          | 40    |       |
| 30. Dezember | Patricia Roc                             | britische Schauspielerin                                                                          | 88    |       |
| 30. Dezember | Hukwe Zawose                             | tansanischer traditioneller afrikanischer Musiker                                                 |       |       |
| 31. Dezember | Robert Gilles                            | belgischer Handballspieler, Handballtrainer und Sportfunktionär                                   | 80    |       |
| 31. Dezember | Lidija Dmitrijewna Gromowa-Opulskaja     | sowjetische und russische Literaturwissenschaftlerin                                              | 78    |       |
| 31. Dezember | Arthur R. von Hippel                     | deutsch-US-amerikanischer Materialwissenschaftler und Physiker                                    | 105   |       |
| 31. Dezember | Charlotte Jolles                         | deutsch-britische Germanistin und Fontaneforscherin                                               | 94    |       |
| 31. Dezember | Béla Julesz                              | ungarischer Wahrnehmungspsychologe                                                                | 75    |       |
| 31. Dezember | Hugo Käch                                | Schweizer Dirigent, Komponist und Musikfilmregisseur                                              | 76    |       |
| 31. Dezember | Béla Kárpáti                             | ungarischer Fußballspieler                                                                        | 74    |       |
| 31. Dezember | John Prchlik                             | US-amerikanischer American-Football-Spieler                                                       | 78    |       |
| 31. Dezember | Paula Raymond                            | US-amerikanische Schauspielerin                                                                   | 79    |       |
| 31. Dezember | Sieglinde Wagner                         | österreichische Opernsängerin (Alt)                                                               | 82    |       |
| Dezember     | Wolfgang Bachmann                        | deutscher Schauspieler                                                                            |       |       |
| Dezember     | Adelaida G. de Díaz Ungría               | spanisch-venezolanische Anthropologin                                                             |       |       |
| Dezember     | Michael Geißler                          | deutscher Videokünstler                                                                           |       |       |
| Dezember     | Rosamund Greaves, 11. Countess of Dysart | britische Peeress und Politikerin                                                                 | 89    |       |
| Dezember     | Guy Héraud                               | französischer Politiker und Hochschullehrer                                                       | 83    |       |
| Dezember     | Nina Konsta                              | griechisch-österreichische Schlagersängerin                                                       | 85    |       |